# Casa Tarragó (Vinaixa)
La Casa Tarragó és un edifici amb elements gòtics i renaixentistes de Vinaixa (Garrigues) declarada Bé Cultural d'Interès Nacional.

## Descripció
Forma part del conjunt del castell i recinte murallat de Vinaixa. Habitatge de planta baixa i pis fet de grans carreus de pedra ben escairada deixada a la vista a excepció de la zona superior, arrebossada. Té tres entrades d'arc de mig punt dovellat, la de majors dimensions té un escut amb dues torres a la clau. La porta central és l'entrada a l'habitatge, el de l'esquerra, per les olives i el de la dreta, pels animals. Al primer pis hi ha tres obertures, dues d'elles són balcons amb barana de ferro forjat força senzilla i la tercera és un finestral amb ampit de pedra, una columna de fust estret al centre i marc motllurat de caràcter renaixentista. Quasi tocant a la coberta hi ha alguns òculs de petites dimensions. La coberta és de teula àrab. A la zona esquerra hi ha una construcció afegida que contenia el molí d'oli, avui enrunat. La façana es diferencia de la construcció primera perquè està arrebossada imitant carreus de pedra. De la construcció original només conservem la façana, ja que l'interior ha estat molt modificat.

## Història
Podria haver format part de l'abadia de Poblet, ja que tota la població pertanyia a la jurisdicció senyorial del monestir. Tanmateix la façana ostenta un escut amb dues torres que correspondria a la família Tarragó, antics propietaris de l'habitatge senyorial. De fet abans era coneguda amb el malnom de Cal Tarragó i era una de les cases de pagès més importants de la comarca. Bona part de l'interior es reformà a principis del segle xx; el menjador ostenta uns ornaments ceràmics policroms.
Entre 1912 i 1918 es reformà com a habitatge però durant la guerra civil (1936- 1939) fou comandància militar. Als anys seixanta del segle XX la família Tarragó es va vendre la casa al senyor Fèlix que li practicà diverses reformes.